# Jüdischer Friedhof (Izbica)

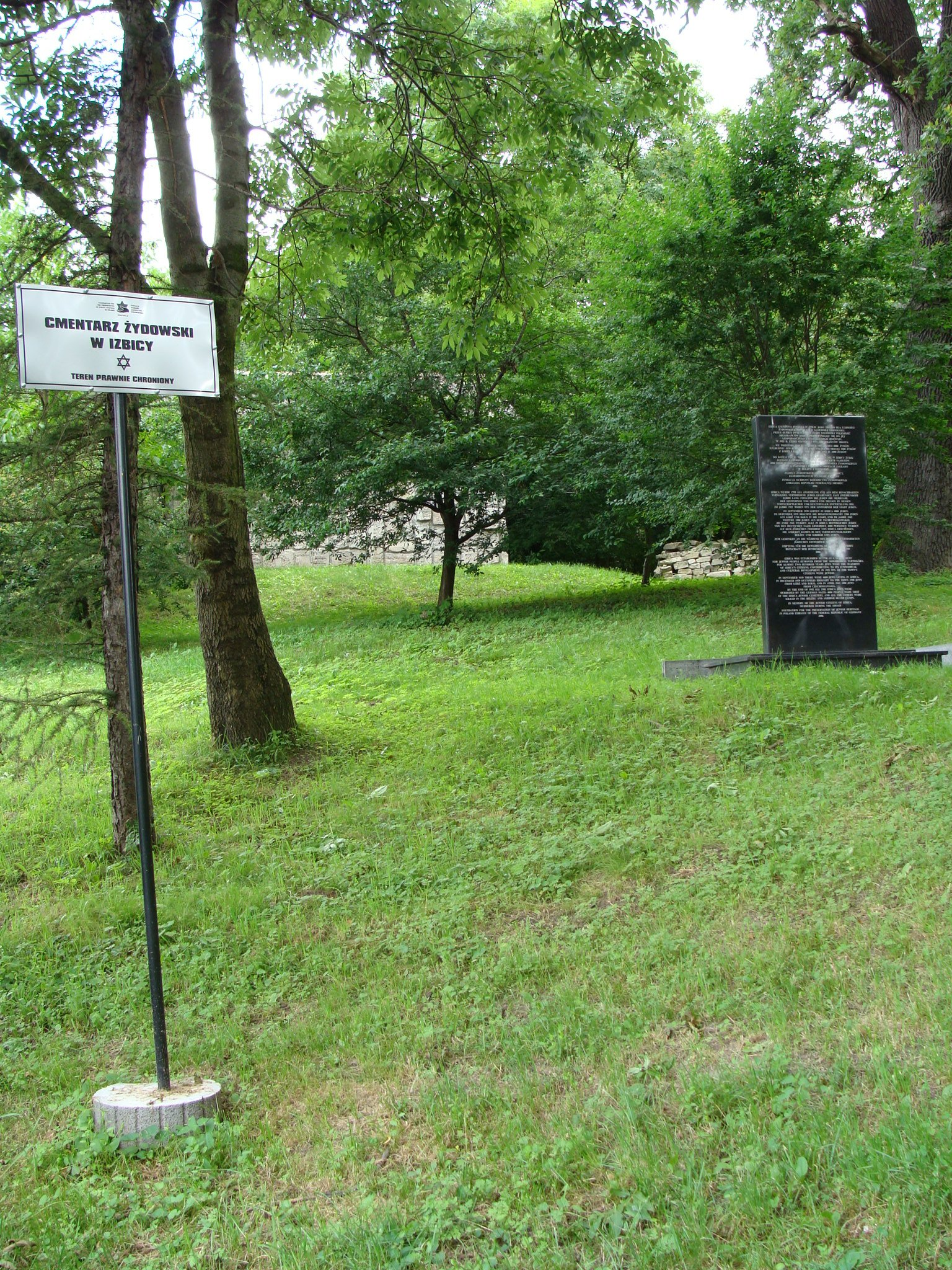
Gedenkstein auf dem jüdischen Friedhof in Izbica

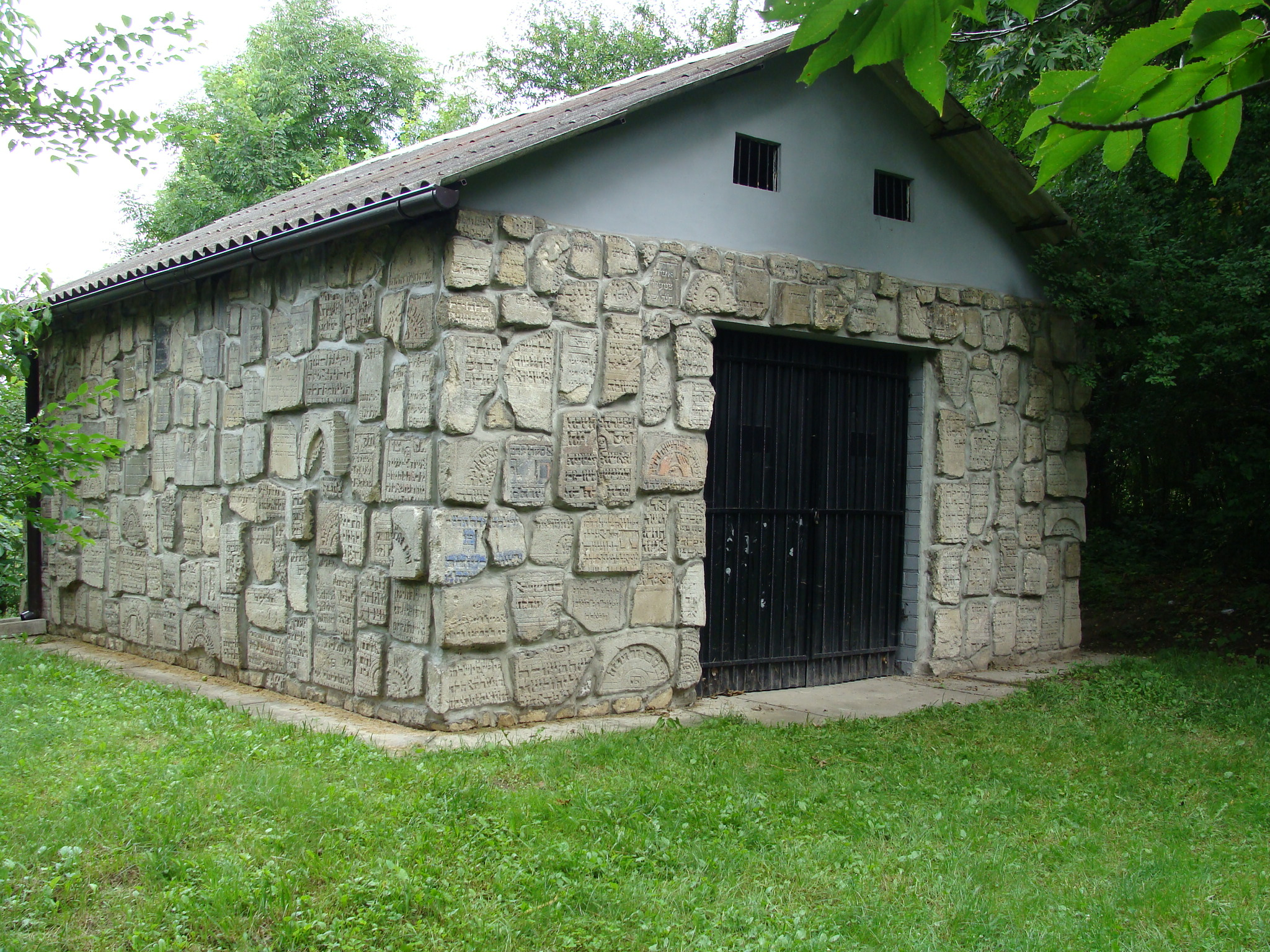
Taharahaus mit Grabsteinfragmenten

Der Jüdische Friedhof in Izbica, einer polnischen Stadt in der Wojewodschaft Lublin, wurde in der ersten Hälfte des 18. Jahrhunderts angelegt. Der jüdische Friedhof nördlich des Ortes ist seit 1999 ein geschütztes Kulturdenkmal.
Auf dem etwa 0,9 Hektar großen Friedhof sind heute nur noch Fragmente von Grabsteinen vorhanden.
Ein Gedenkstein erinnert an die Opfer des Holocausts.